# In Your Eyes
„In Your Eyes” (en.: În ochii tăi) este o piesă pop irlandeză compusă de Jimmy Walsh și interpretată de Niamh Kavanagh, ce a câștigat Concursul muzical Eurovision 1993. A fost cel mai bine vândut single în Irlanda în anul 1993.